# Te Atua Mou E
Te Atua Mou'e (em português:  "Deus é Verdade") é o hino regional das Ilhas Cook que, apesar de compartilharem o hino nacional com a Nova Zelândia, que administra o território, adoptaram este hino em 1982. A letra é de Pa Tepaeru Te Rito Ariki, Lady Davis e a música é de Sir Thomas Davis.